# Lidewij Edelkoort
Lidewij Edelkoort, ou encore Li Edelkoort, (née en 1950, à Wageningue) est une prévisionniste hollandaise des modes et tendances futures.

## Biographie
Lidewij a commencé sa carrière en tant que coordinatrice de mode au grand magasin De Bijenkorf, après avoir obtenu son diplôme à ARTEZ. En 1975, elle a déménagé en France où elle devient consultante indépendante des tendances. Bientôt, elle crée le conseil Trend Union, un service de prévision basé à Paris, Trend Union fournit des livres de prévision bi-annuel sur les tendances de la mode et du design avec des informations sur les couleurs et les modes de vie. Elle a depuis fondé le Studio Edelkoort, bureau d'études et de conseil, et a ouvert des bureaux à New York (Edelkoort Inc.) et Tokyo (Edelkoort East).
Elle a contribué à concevoir et donner forme à des produits pour des marques internationales, et à conseiller celles-ci sur leur positionnement identitaire et leurs stratégies de développement produits. Ses clients comprennent Coca-Cola, Nissan, Camper, Siemens, Moooi et Douwe Egberts. Dans l'industrie de la beauté, le Studio Edelkoort a également développé des concepts et des produits de beauté pour Estée Lauder, Lancôme, L'Oréal, Shiseido, Dim et Gucci.
Lidewij est directrice artistique et coéditrice de la revue View on Colour. Elle envisage notamment les tendances des couleurs en vue d'examiner leur influence sur la mode, le graphisme, le design industriel, le packaging, les cosmétiques et de nombreux autres domaines. Elle est également l'éditeur du magazine Interior View. Elle a lancé le magazine-photo Bloom en 1998, qu'elle décrit comme "l'horticulture culturelle" car il exprime graphiquement l'évolution des tendances dans les fleurs et la façon dont leur image est utilisée. Elle est aussi impliquée dans l'organisation humanitaire à but non lucratif Heartwear qui aide des artisans à commercialiser leurs produits à l'ouest pour maintenir leur savoir-faire et participer à la transmission des métiers.
En 1999, elle devient présidente de la Design Academy d'Eindhoven aux Pays-Bas, jusqu'en 2008. En 2011, Edelkoort crée School of Form à Poznań en Pologne et lance la plate-forme web Trend Tablet.
Le magazine de design britannique i-D l'a listée comme l'une des 40 designers les plus importants du monde et le Time magazine l'a nommée comme l'une des 25 personnes les plus influentes de la mode Le 22 février 2008, le Ministère français de la Culture et Didier Grumbach, président de la Fédération française de la Couture, honore Lidewij Edelkoort du titre de chevalier des Arts et des Lettres en reconnaissance de sa contribution créative, artistique et littéraire à la culture en France et à l'étranger. Lidewij Edelkoort, a également reçu un doctorat honorifique es art de l'Université de Nottingham Trent le 15 juillet 2008 ainsi que, le 26 novembre 2012, le Prins Bernhard Cultuurfonds à Amsterdam.
Elle vit à Paris.

## Distinctions
- Chevalier de l'ordre des Arts et des Lettres